# Endolasia melanodes
Endolasia melanodes är en fjärilsart som beskrevs av George Francis Hampson 1930. Endolasia melanodes ingår i släktet Endolasia och familjen mott. Inga underarter finns listade i Catalogue of Life.